# Burak Yılmaz
Burak Yılmaz (* 15. Juli 1985 in Antalya) ist ein ehemaliger türkischer Fußballspieler und heutiger -trainer.

## Vereinskarriere
Er ist ein erfolgreicher Torschütze der Süper Lig, wo er zweimal zum Torschützenkönig wurde. Wofür er später den Spitznamen in der Türkei „Kral“ (deutsch König) erhielt.

### Die Anfänge in der Türkei
Yılmaz begann seine Profikarriere in seinem Geburtsort in der Saison 2002/03 bei Antalyaspor. Bei diesem türkischen Zweitligisten entwickelte er sich in zwei Jahren zu einem Stammspieler. In seiner letzten Saison (2005/06) für die türkischen Mediterraner verhalf Yılmaz mit unter anderem mit seinen erzielten Toren seine Mannschaft zur Vizemeisterschaft der Lig A und somit zum direkten Aufstieg in die Süper Lig der höchsten Ligaspielklasse der Türkei. Darüber hinaus stieg er im Nordfrühling 2006 als Zweitligaprofispieler temporär zum türkischen A-Nationalspieler auf.
Der türkische Erstligist Beşiktaş Istanbul verpflichtete das 20 Jahre junge und hoffnungsvolle Talent im Juni 2006 vor der Saison 2006/07 und er gehörte in seiner ersten Saison bei den Schwarz-Weißen zu den Stammspielern. Am Ende der Spielzeit gewann er mit Beşiktaş Istanbul den türkischen Pokal. Für Yılmaz war es der erste siegreiche Kluberfolg. In der darauffolgenden Saison kam Yılmaz bei Beşiktaş nicht mehr so häufig wie in der Vorsaison zum Einsatz und fiel eher mit medialen Schlagzeilen auf. Der Offensivspieler erfüllte nicht „die in ihn gesetzten Erwartungen“. Deshalb wurde er Ende 2007 durch einen Spielertausch gegen den slowakischen A-Nationalspieler Filip Hološko an den türkischen Erstligisten und Abstiegsaspiranten Manisaspor abgegeben und spielte fortan für diesen. Bei Manisaspor absolvierte er in der übrigen Spielzeit 16 von möglichen 17 Ligaspielen und erzielte neun Tore, wobei er unter anderem mit 22 Jahren im Januar 2008 seinen ersten Hattrick als Profispieler erzielte. Am Saisonende 2007/08 stieg Yılmaz mit Manisaspor ab.
Danach im Juni 2008 verpflichtete ihn Fenerbahçe Istanbul. Unter dem spanischen Trainer Luis Aragonés war Yılmaz Ergänzungsspieler. Bei Christoph Daum konnte der Offensivspieler sich ebenfalls nicht empfehlen, weshalb er an Eskişehirspor ausgeliehen wurde. In der Winterpause der Saison 2009/10 wechselte Yılmaz erneut im Zuge eines Spielertausches seinen Verein. Fenerbahçe Istanbul verpflichtete Gökhan Ünal und im Gegenzug erhielt Trabzonspor Yılmaz.
Für Trabzonspor spielte Yılmaz in der Rückrunde elf Spiele und erzielte dabei drei Tore. Er wurde zum Ende der Saison erneut türkischer Pokalsieger. Außerdem spielte er eine entscheidende Rolle im Meisterschaftskampf der Saison 2009/10. Am letzten Spieltag traf in Istanbul Fenerbahçe auf Trabzonspor. Durch das Ausgleichstor von Yılmaz zum 1:1-Endstand verlor Fenerbahçe die Meisterschaft an Bursaspor. In der türkischen A-Nationalmannschaft wurde der Offensivspieler unter Guus Hiddink zum Stoßstürmer umgeschult. In der Saison 2010/11 agierte Yılmaz ausschließlich in der Sturmspitze und war selbst mit Trabzonspor im Meisterschaftsrennen dabei, jedoch mit dem glücklicheren Ende diesmal für Fenerbahçe und er wurde mit Trabzonspor Vizemeister. Yılmaz erzielte 19 Ligatore und war nach Alex der zweitbeste Torschütze der Süper-Lig-Saison. In der Saison 2011/12 wurde Yılmaz zum ersten Mal in seiner Karriere Torschützenkönig. Er erzielte in 34 Meisterschaftsspielen 33 Tore und stellte einen neuen Vereinsrekord als Spieler von Trabzonspor auf. Der vorherige Rekordhalter bei Trabzonspor war Fatih Tekke mit 31 Toren in der Saison 2004/05.
Vor Beginn der Saison 2012/13 wechselte Yılmaz erneut nach Istanbul. Diesmal verpflichtete ihn Galatasaray Istanbul, die vom anderen Ufer des Bosporus, und nutzten seine Ausstiegsklausel von 5 Millionen Euro. Er unterschrieb für vier Jahre plus ein Jahr Option. Mit diesem Wechsel und Einsätzen wurde Yılmaz nach Sergen Yalçın der zweite Spieler im türkischen Fußball, der für die 4 „großen Klubs“ (Beşiktaş, Fenerbahçe, Galatasaray und Trabzonspor) gespielt hatte. In der Champions League am 7. November 2012 erzielte er einen Hat-trick im 3:1-Auswärtssieg Galatasarays gegen CFR Cluj. Damit wurde Yılmaz historisch der zweite türkische Fußballspieler hinter Tuncay Şanlı der einen „Hat-trick“ in der Champions-League erzielte. Am 5. Mai 2013 feierte er seinen ersten Meistertitel und wurde in der Spielzeit 2012/13 zum zweiten Mal Torschützenkönig der Süper Lig. Mit seinem Tor vom 23. November 2013 gegen Sivasspor war er der 32. Spieler, der es in die 100’ler Kulübü der Süper Lig schaffte. Für Galatasaray erzielte Yılmaz in 141 Pflichtspieleinsätzen 82 Tore in vier Spielzeiten.

### Wechsel ins Ausland und temporäre Türkei-Rückkehr
Am 16. Februar 2016 wurde Yılmaz beim chinesischen Erstligisten Beijing Guoan vorgestellt. Der Wechselgrund war unter anderem die Probleme Galatasarays mit dem UEFA Financial Fairplay (FFP) und erhielten für die Yılmaz-Abgabe eine Ablösesumme in Höhe von acht Millionen Euro von den chinesischen Hauptstädtern. Aufgrund einer Verletzung gab er seine Premiere in der Chinese Super League (CSL) erst im April 2016, wobei er auch seine Torpremiere in der CSL feierte und verhalf damit zum ersten Saisonsieg seiner Mannschaft mit.
Im August 2017 wechselte er zurück in die Türkei zu Trabzonspor. Der Grund für den Wechsel war ein Sorgerechtsstreit um seine Kinder. Seit Januar 2019 spielte er nach elf Jahren wieder für Beşiktaş Istanbul. Die Ablösesumme für ihn betrug zirka 8,43 Millionen türkische Lira, umgerechnet zirka 1,35 Millionen Euro.
Nach eineinhalb Jahren und seiner einvernehmlichen Vertragsauflösung mit Beşiktaş aus finanziellen Gründen wechselte Yılmaz ablösefrei Anfang August 2020 zur Saison 2020/21 zum französischen Erstligisten OSC Lille. Er sollte die abgewanderten Stürmer Loïc Rémy bzw. Victor Osimhen ersetzen. In seiner ersten Saison für die Doggen war er nach Toren und Scorerpunkten der Leistungsträger der Mannschaft mit 16 erzielten Ligatoren und fünf Torvorlagen in 28 Ligaspieleinsätzen. Damit führte der 35-jährige Yılmaz seine bzw. die vom Durchschnittsalter viertjüngste Mannschaft der Liga maßgeblich zum Meisteraspiranten und gewannen im Mai 2021 am letzten Spieltag knapp die französische Meisterschaft vor Paris Saint-Germain. Wobei Yılmaz während der Saison temporär wegen einer Wadenverletzung eineinhalb Monate ausfiel.
Anfang August 2021 trug Yılmaz zum erstmaligen französischen Supercupsieg des OSC Lille bei, indem er den Treffer zum 1:0-Endstand im Finale gegen Paris Saint-Germain vorbereitete.
Zur Saison 2022/23 wurde der Wechsel von Yilmaz in die niederländische Eredivisie zu Fortuna Sittard bekannt. Nach zwei Spielzeiten auf dem Feld soll er in den Trainerstab aufrücken.

## Karriere als Trainer
Nach dem Rücktritt von Şenol Güneş bei Beşiktaş Istanbul stieg Burak Yılmaz dort vorläufig vom Assistenz- zum Cheftrainer auf. Seine Amtszeit dauerte aber lediglich einen Monat.
Anfang Februar 2024 übernahm Yılmaz ausgestattet mit einem bis Sommer 2026 gültigen Vertrag den Trainerposten bei Kayserispor, die Assistenten Hari Vukas und Tayfun Türkmen sowie Torwarttrainer Mehmet Bölükbaşı komplettierten sein Trainerteam.

## Nationalmannschaft

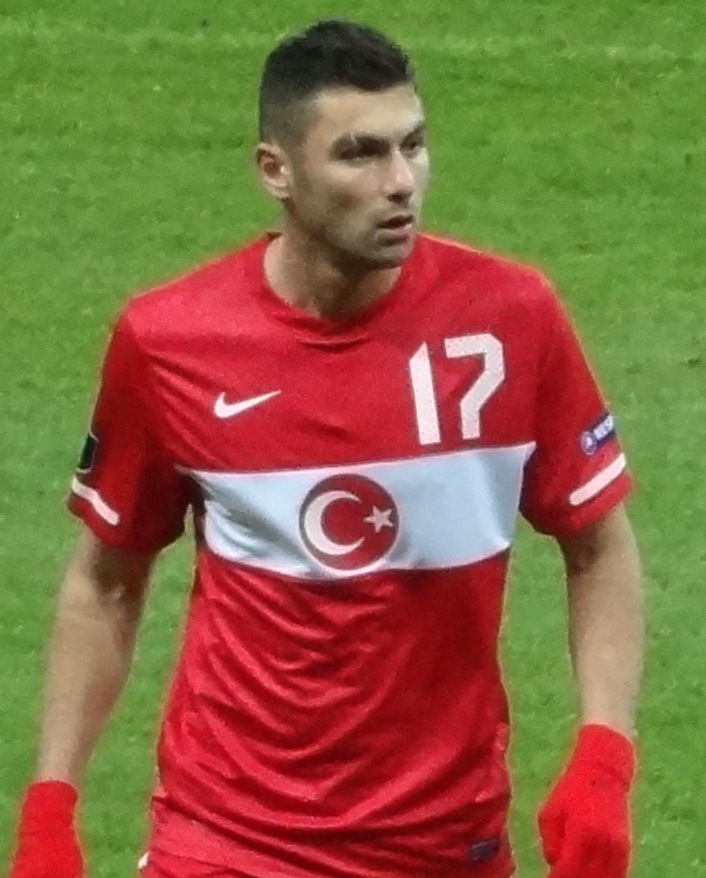
Burak Yılmaz im Trikot der Nationalmannschaft (2011).

Yılmaz gehörte seit 2001 regelmäßig zum Aufgebot türkischer Juniorenauswahlen. Mit der U19 nahm er 2004 an der Endrunde der U19-Europameisterschaft und unterlag mit seiner Mannschaft erst im Finale Spanien mit 0:1. Ein Jahr später gehörte er auch bei der Junioren-Fußballweltmeisterschaft 2005 in den Niederlanden zum Kader, als er mit dem U20-Team im Achtelfinale erneut an Spanien scheiterte.
Sein Debüt in der türkischen A-Nationalmannschaft gab er am 12. April 2006 gegen Aserbaidschan. Sein erstes Länderspieltor erzielte er am 3. Juni 2011 gegen Belgien. Yılmaz gelang es als erstem Spieler in der Geschichte der türkischen Fußballnationalmannschaft, in vier aufeinanderfolgenden Spielen ein Tor zu erzielen.
Am 5. Juni 2016 im Testspiel zur Europameisterschaft 2016 gegen Slowenien, erzielte er seinen 20. Treffer für die türkische Fußballnationalmannschaft. Damit ist er erst der vierte Spieler, der die 20er-Marke an Länderspieltoren erreicht hat.
Bei der Fußball-Europameisterschaft 2016 in Frankreich wurde er in das türkische Aufgebot aufgenommen. Im ersten Turnierspiel gegen Kroatien wurde er beim Stand von 0:1 im letzten Spieldrittel eingewechselt. In den beiden folgenden Spielen gegen Spanien und gegen Tschechien stand er in der Startelf. Dabei schoss er im letzten Spiel das erste Turniertor für die Türken und brachte mit dem 1:0 sein Team auf die Siegerstraße. Trotz des Erfolgs reichte es aber nicht zum Weiterkommen. Nach dem Spiel wurde Yılmaz zum Spieler des Spiels ernannt.
Am 11. Juni 2017 erzielte Burak Yılmaz sein 23. Länderspieltor und wurde damit der nach Hakan Şükür erfolgreichste Torschütze der türkischen Fußballnationalmannschaft. Bei der Fußball-Europameisterschaft 2021 führte er die türkische Mannschaft als Kapitän, schied mit ihr aber nach drei Niederlagen in der Vorrunde aus dem Turnier aus. Seinen 30. Treffer für die türkische Auswahl erzielte Yılmaz durch einen Elfmeter im WM-Qualifikationsspiel gegen Lettland am 11. Oktober 2021. Er ist der zweite türkische Nationalspieler, der die 30er-Marke erreicht hat. Yılmaz gab am 24. März 2022, kurz nach der Niederlage seiner Mannschaft im WM-Qualifikations-Playoff gegen Portugal, seinen Rücktritt aus der türkischen Nationalmannschaft bekannt. Der Stürmer erzielte in 77 Länderspielen 31 Tore.

## Erfolge
- Antalyaspor (2003–2006)
  - Vizemeister der Lig A und Aufstieg in die Süper Lig: 2006

- Beşiktaş Istanbul (2006–2007)
  - Türkischer Supercupsieger: 2006 (ohne Einsatz)
  - Türkischer Pokalsieger: 2007

- Trabzonspor (2010–2012)
  - Türkischer Pokalsieger: 2010
  - Türkischer Supercupsieger: 2010

- Galatasaray Istanbul (2012–2016)
  - Türkischer Supercupsieger: 2012, 2013 (beide ohne Einsätze); 2015
  - Türkischer Meister: 2013, 2015
  - Emirates-Cup-Sieger: 2013
  - Türkischer Pokalsieger: 2014, 2015

- OSC Lille (seit 2020)
  - Französischer Meister: 2021
  - Französischer Supercupsieger: 2021[25]

### Individuell
- Torschützenkönig der Süper Lig: 2011/12, 2012/13
- Bester Spieler der Gruppenphase der UEFA Champions League 2012/13[32][33]
- 100er-Klub-Mitglied der Süper Lig
- Most Valuable Player: Türkisches-Pokalfinale 2015[34]
- Spieler des Monats der Ligue 1: April 2021
- Beste Tor der Saison (UNFP): 2020/21[35]
- Zur Dogge der Saison: 2020/21[36]

## Familie
Burak Yılmaz’ Vater Fikret Yılmaz war ebenfalls Profifußballer und war Torhüter. Burak Yılmaz ist seit Juni 2014 verheiratet und hat zwei Töchter. Nach der Scheidung im Jahr 2018 kam das Paar 2020 wieder zusammen und heiratete ein zweites Mal.